# Hamish de Bretton-Gordon
Hamish de Bretton-Gordon, né en septembre 1963,  est un expert en armes chimiques et en contre-terrorisme.
Il affirme la nécessité, pour les Britanniques et les Américains, de prendre des mesures de prévention contre les attaques chimiques perpétrées par la Russie dans le cadre d'un conflit entre celle-ci et l'Occident.
Il est directeur général CBRN (Chemical, biological, radiological and nuclear defense) à  Avon Protection, une compagnie qui fabrique des masques à gaz,.
Auparavant, il a été président directeur général de SecureBio Limited, compagnie qui a été dissoute le 17 août 2017.
Avant sa carrière commerciale, il a été officier de l'Armée britannique pendant 23 ans et Commandant du Régiment CBRN (en) (Chemical, Biological, Radiological and Nuclear Regiment) et du Bataillon CBRN de réaction rapide de l'OTAN (NATO's Rapid Reaction CBRN Battalion).
Il est conférencier invité en matière de plans d'urgence à l'Université de Bournemouth. Il a fréquenté la Tonbridge School et a un diplôme en agriculture de l'University of Reading (1987).[réf. souhaitée]
Il est directeur de Doctors Under Fire et conseiller pour l'Union of Medical Care and Relief Organisations.